# Favelisation
 (décembre 2018).
Si vous disposez d'ouvrages ou d'articles de référence ou si vous connaissez des sites web de qualité traitant du thème abordé ici, merci de compléter l'article en donnant les références utiles à sa vérifiabilité et en les liant à la section « Notes et références ».

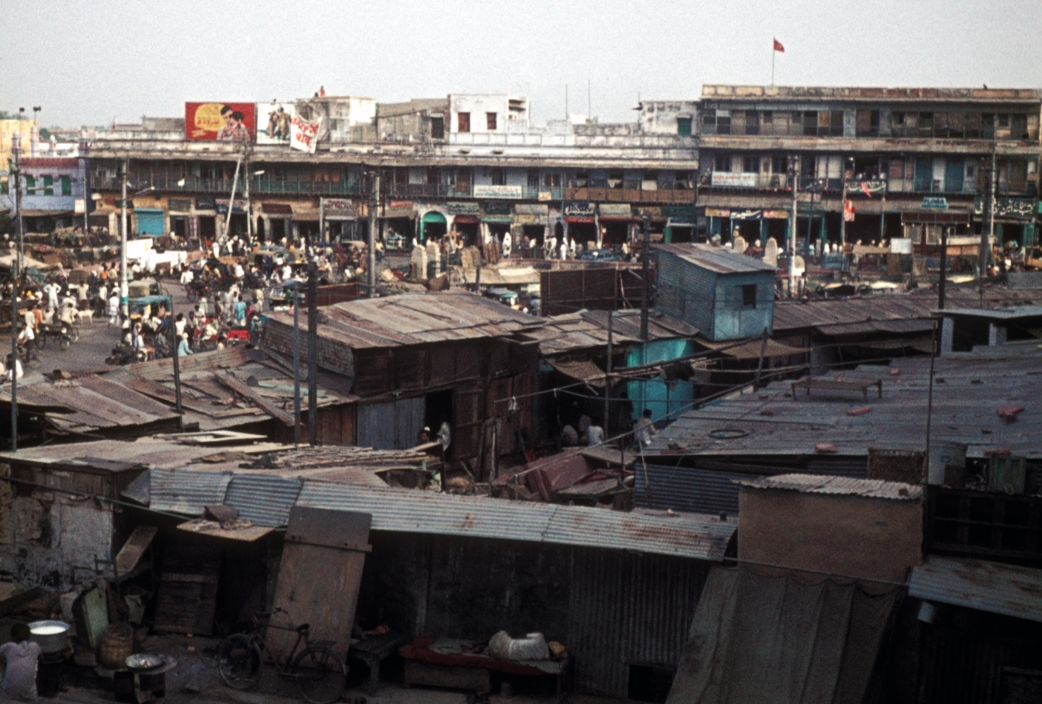
Bidonville à Delhi (en 1973)

La favelisation est un phénomène urbain de plus en plus présent aujourd'hui sur toute la planète. Cela correspond au processus de formation et de propagation d'habitat spontané, informel et précaire : les bidonvilles.

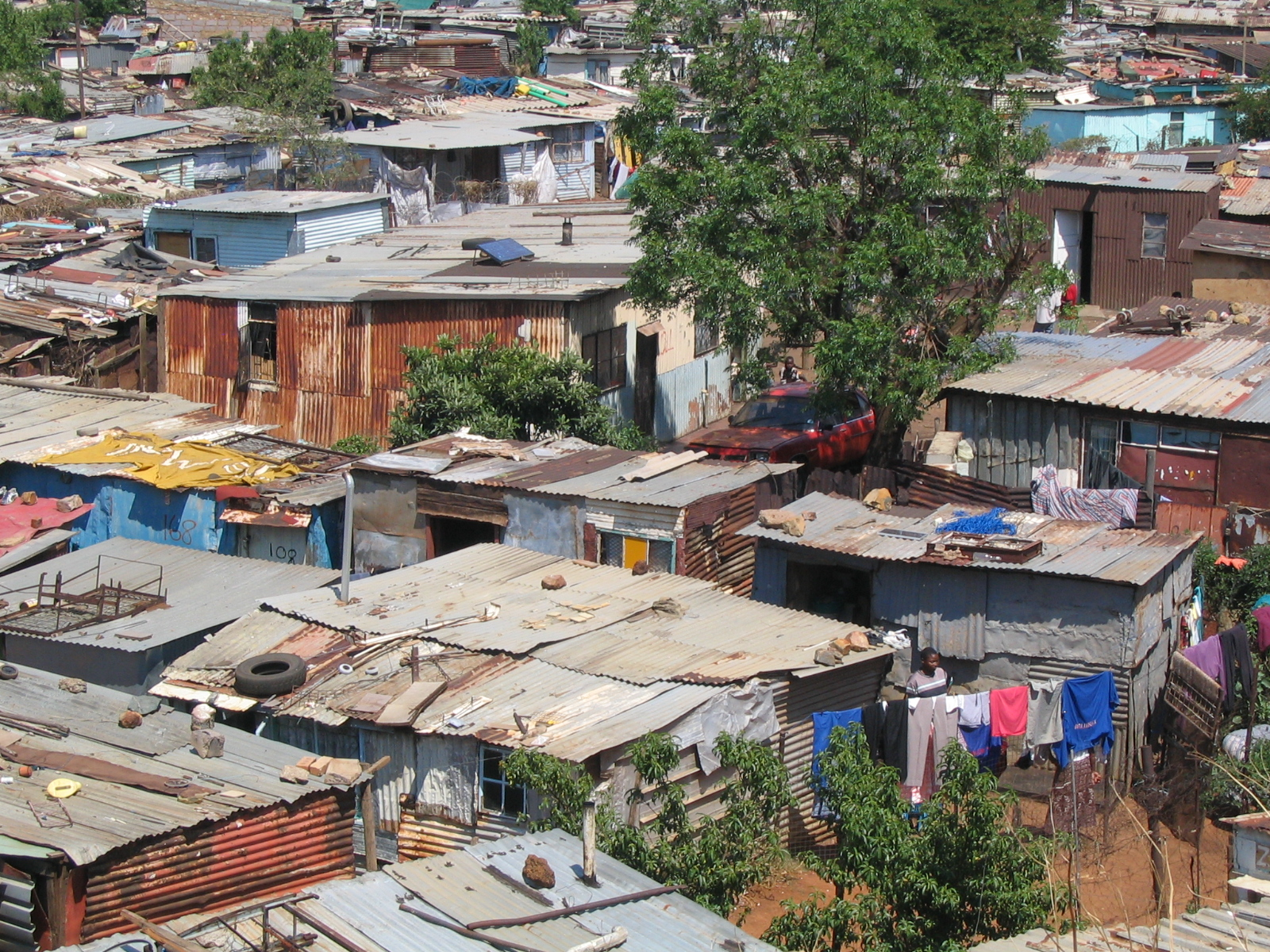
Township de Soweto, Afrique du Sud

La ville du XXIe siècle, principalement dans les pays du Sud, est touchée par cette forme d'urbanisation.